# Ф'єрза
Ф'єрза (алб. Fierzë) — місто та колишній муніципалітет в Албанії, в області Кукес. Під час реформи місцевого самоврядування 2015 року він став підрозділом муніципалітету Тропоя. До 2015 року був центром муніципалітету, до складу якого входили поселення: місто Ф'єрза як центр муніципалітету (913 жителів у 2001 році) і села Деге (387 жителів), Т'план (496 жителів), Душай (168 жителів) і Брег-Лумі (417 жителів). Лежить на лівому березі річки Дрин.
Річка була перегороджена дамбою над, щоб утворити озеро Ф'єрза в 1970-х роках і озеро Коман в 1980-х роках. Дамба є найвищою дамбою в Албанії, її висота становить 152 метри. Електростанція у Ф'єрзі є одним із найважливіших виробників електроенергії в країні.
У місті було знайдено залишки римських будівель і римської вулиці були знайдені у Fierzë.